# سفونیسید
سفونیسید(به انگلیسی: Cefonicid یا Cefonicide) یک آنتی‌بیوتیک سفالوسپورینی نسل دوم است. 

## سنتز

سنتز سفونیسید: